# Станіслав Мах
Станіслав Францишек Мах (пол. Stanisław Franciszek Mach; 22 квітня 1938, Пшиходи) — польський політик часів ПНР, кандидат у члени ЦК ПОРП, віцепрем'єр в урядах Юзефа Піньковського та Войцеха Ярузельського. Обіймав різні партійні й адміністративні посади. Набув популярності своєю роллю у зіткненні Бидгощського березня 1981 року.

## Походження та робота
Народився у сільській сім'ї з гміни Пілица (тоді Келецьке, нині Сілезьке воєводство). У 1958—1961 роках працював на металургійному заводі у Ченстохові та вагонобудівному у Сянуві. У 1968 роках закінчив у Щецині інженерно-економічний факультет Технологічного університету. Перебував у Союзі соціалістичної молоді (польський аналог комсомолу).
У 1961 році вступив в урядущу компартію ПОРП, після чого став головним механіком воєводської асоціації підприємств сільгоспмеханізації у Кошаліні. У 1963—1968 роках — секретар, потім до 1971 року — заступник голови офіційних профспілок Кошаліна.

## Партійно-урядова кар'єра
У 1971 році Станіслав Мах — перший секретар Колобжезького повітського комітету ПОРП. У 1972—1973 роках — голова президії Кошалінської воєводської ради, до 1975 року — Кошалінський воєвода (глава адміністрації). У 1975—1977 роках — голова Слупської воєводської ради, одночасно — перший секретар Слупського воєводського комітету ПОРП. З грудня 1975 року — кандидат у члени ЦК ПОРП.
У грудні 1977 року Маха призначено міністром легкої промисловості в уряді Петра Ярошевича. Обіймав цю посаду в урядах Едварда Бабюха та Юзефа Піньковського. Проводив на урядовій посаді економічний курс Едварда Герека. З 1976 до 1980 рік був депутатом сейму ПНР від Слупська. Входив до депутатського клубу ПОРП, перебував у комісії з внутрішнього ринку, дрібного виробництва та послуг. Зараховувався до неформального кола першого секретаря Кошалінського воєводського комітету ПОРП Владислава Коздри.

## У Бидгощському зіткненні
У серпні 1980 року страйковий рух, який почався з Гданської корабельні й охопив всю країну, змусив до відставки першого секретаря ЦК ПОРП Едварда Герека та голови Радміну ПНР Едварда Бабюха. Герека змінив Станіслава Каню, Бабюха — Юзеф Піньковський. 8 жовтня 1980 року Мах став у кабінеті Піньковського віцепрем'єром з сільського господарства та споживчого ринку. Зберіг цю посаду після того, як главою уряду ПНР став генерал Войцех Ярузельський.
У березні 1981 року у Бидгощі сталося серйозне зіткнення між владою та профспілкою Солідарність. На сесії Бидгощської воєводської ради очікувалося обговорення питання про легалізацію Сільської Солідарності — незалежної профспілки селян-одноосібників. Для участі у Бидгощі прибув віцепрем'єр Мах. Проте партійна влада, держбезпека та міліція запланували силовий удар по опозиції.
19 березня 1981 року представників «Солідарності» на чолі з Яном Рулевським побито прямо в залі засідань ради. Мах не належав до організаторів побиття, але присутність віцепрем'єра виглядала як санкція з боку Радміну. Підсумком подій став безпрецедентно масовий всепольський попереджувальний страйк 27 березня 1981 року.

## Відставка
Станіслав Мах був типовим «гереківським кадром» — вся його партійно-адміністративна кар'єра припала на відносно стабільні 1970-ті роки. Він не був адекватним новим умовам жорсткої суспільної конфронтації.
На IX з'їзді ПОРП у липні 1981 року Маха не затверджено навіть як кандидата у члени ЦК. 31 жовтня 1981 року знято з посади віцепрем'єра. Це сталося за два тижні після пленуму ЦК ПОРП, на якому першим секретарем затверджено генерал Ярузельський. До воєнного стану залишалося півтора місяця.
У 1985—1990 Станіслав Мах — віцеголова Верховної контрольної палати. З 1988 до 1990 роки перебував у Раді охорони пам'яті боротьби та мучеництва. У політичному протиборстві 1980-х років участі не брав. У Третій Речі Посполитій перебуває на пенсії.